# Podporované zaměstnávání
Podporované zaměstnávání je časově omezená služba určená lidem, kteří hledají placené zaměstnání v běžném pracovním prostředí. Jejich schopnosti získat a zachovat si zaměstnání jsou přitom z různých důvodů omezeny do té míry, že potřebují individuální dlouhodobou a průběžně poskytovanou podporu poskytovanou před i po nástupu do práce.
Pracovní asistent je osoba, která pomáhá klientům přímo na jejich novém pracovišti najít nejvhodnější způsob komunikace, získat dovednosti a návyky potřebné k výkonu práce.
Pracovní konzultant je osoba, která poskytuje klientům podporu a pomoc při vytváření představy o práci, pomáhá vyhledat pracovní místo, vede k samostatnosti. Navazuje spolupráci se zaměstnavateli, ochotnými spolupracovat a zaměstnat např. neslyšící.